# Lóczy Lajos (geológus, 1891–1980)
Lóczy Lajos, ifj. (Budapest, 1891. június 5. – Rio de Janeiro, Brazília, 1980. június 9.) magyar geológus, egyetemi tanár, a Brazil Tudományos Akadémia tagja (1967).

## Életpályája
Apja idősebb Lóczy Lajos geológus, egyetemi tanár volt. Tanulmányait 1914-ben végezte Zürichben és itt kapott doktori diplomát. 1916-tól a budapesti tudományegyetem földtani tanszékén tanársegéd és 1919-től a tektonika magántanára. 1925-től a közgazdasági egyetem rendes tanára, majd 1932-1948 között a Földtani Intézet igazgatója lett. Külföldi szakértői tevékenységet 1920 és 1961 között végzett, ez idő alatt mintegy 17 országban – a világ csaknem minden részén – dolgozott. 1961-ben végleg Brazíliában telepedett le. Egyetemi tanár Teheránban és a riói egyetemen az 1960-as években, majd 1965-1968 között az ottani Földtani Intézet szakértője, utána a Szövetségi Egyetem geotektonika tanára 1973 végéig, nyugdíjazásáig. Ezt követően szakértőként dolgozott még a továbbiakban is.

## Munkássága
Kutatómunkája a Villányi-hegység paleontológiai és földtani feldolgozásával indult, majd a harmincas évektől a szénhidrogén kutatás állt hazai és külföldi munkájának középpontjában, és ennek nyomán számos helyen eredményes olajfeltárást végeztek. Életének utolsó két évtizedében a hasadóanyag-kutatással foglalkozott.
A gyakorlati eredmények mellett kiemelkedik nagyszerkezeti kutatása, amely a Gondwana és az Atlanti-óceán keletkezésének vizsgálatát vonta maga után. A nagy törések menti elemfeldúsulások feltételezése óriási érctestek feltárásához vezetett. Több mint 90 közleménye jelent meg.

## Főbb munkái
- A villányi callovien ammonitesek monográfiája (Budapest, 1915)
- Geológia Estrutural é Introduição a Geotectonica (L. A. Ladeirával, São Paulo, 1976)